# Голохвасти
Голохва́сти — село в Ярмолинецькій селищній громаді Хмельницького району Хмельницької області. Населення становить 209 осіб.

## Історія
Вінцентій Потоцький — польський шляхтич з роду Потоцьких — за родинним поділом у Варшаві (28—30 грудня 1770 р.) з братами Пйотром, Францішеком, Юзефом — отримав з багатомільйонного спадку родини («фортуни»), зокрема, ключ Голохвасти (тобто Голохвасти та прилеглі села).

## Символіка

### Герб
В лазуровому щиті червоні глава і правий бічник, на яких п’ять срібних квіток яблуні, три в главі і дві в бічнику. В щиті три золотих яблука, одне і два, черешками назовні, між яблуками виходять три листки. Щит вписаний в золотий декоративний картуш і увінчаний золотою сільською короною. Унизу картуша напис "ГОЛОХВАСТИ".

### Прапор
На червоному квадратному полотнищі у вільній нижній частині синій квадрат розмірами 2/3 від ширини прапора. На червоній частині п’ять білих квіток яблуні, три в горизонталь і дві в вертикаль. В  синьому квадраті три жовтих яблука, одне і два, черешками назовні, між яблуками виходять три листки.

### Пояснення символіки
Герб означає велику кількість яблуневих садів в селі.
На прапорі повторюються кольори і фігури герба.

## Населення
За даними перепису населення 2001 року у селі проживали 209 осіб.
Рідною мовою назвали:
| Мова       | Кількість осіб | Відсоток |
| ---------- | -------------- | -------- |
| українська | 205            | 98,09 %  |
| російська  | 4              | 1,91 %   |

## Галерея

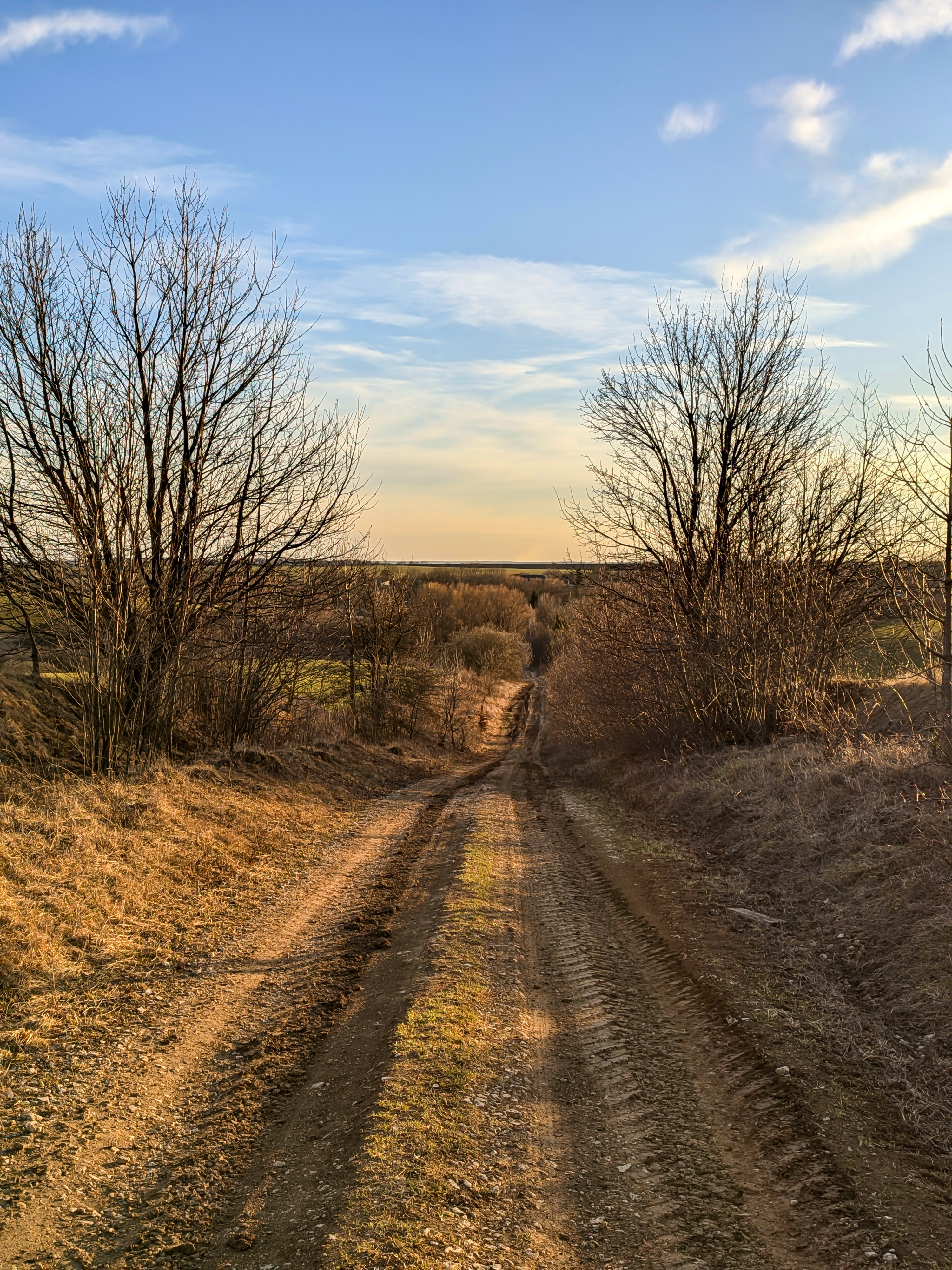
Грунтова дорога в сторону села
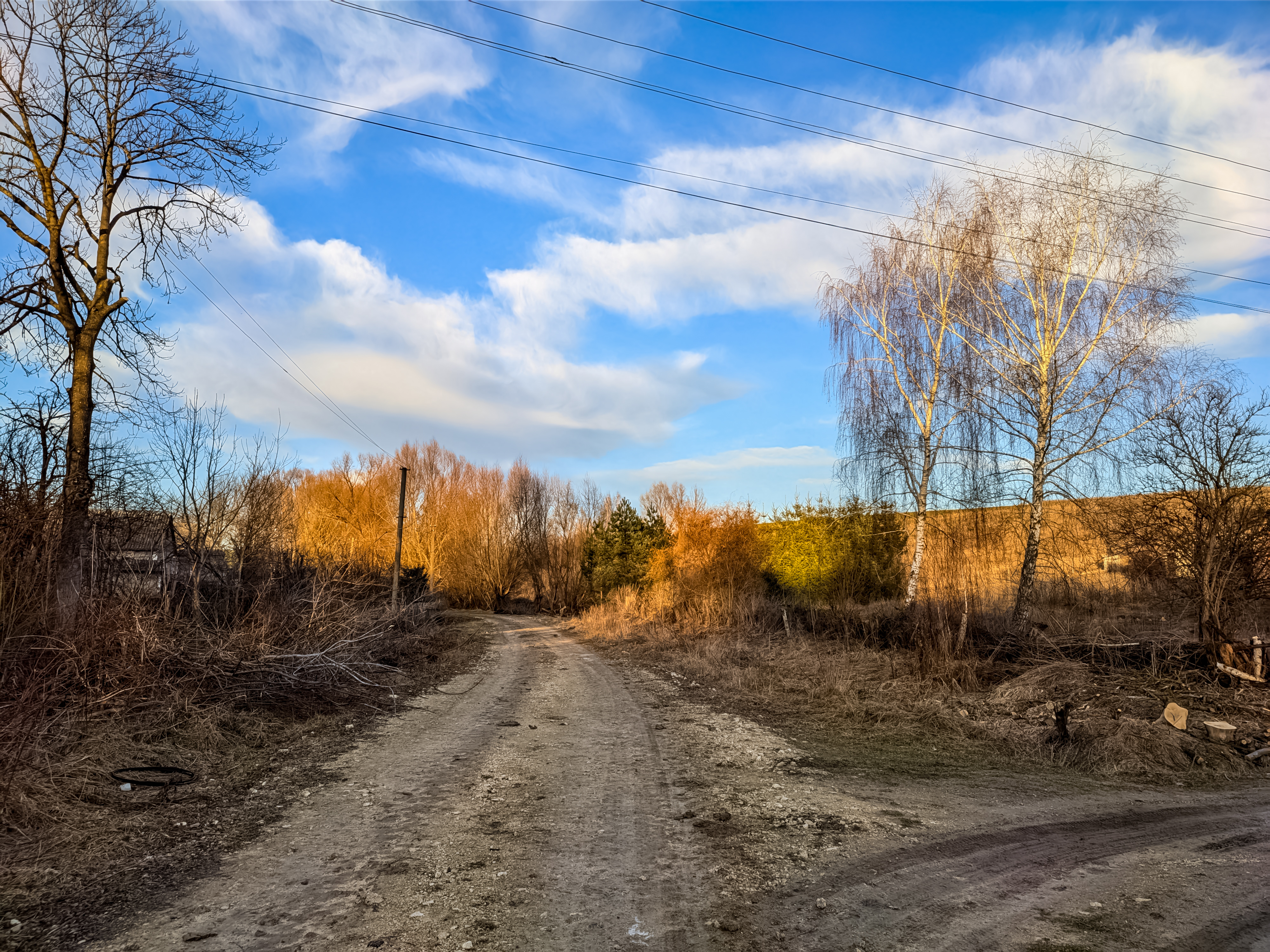
Околиці села
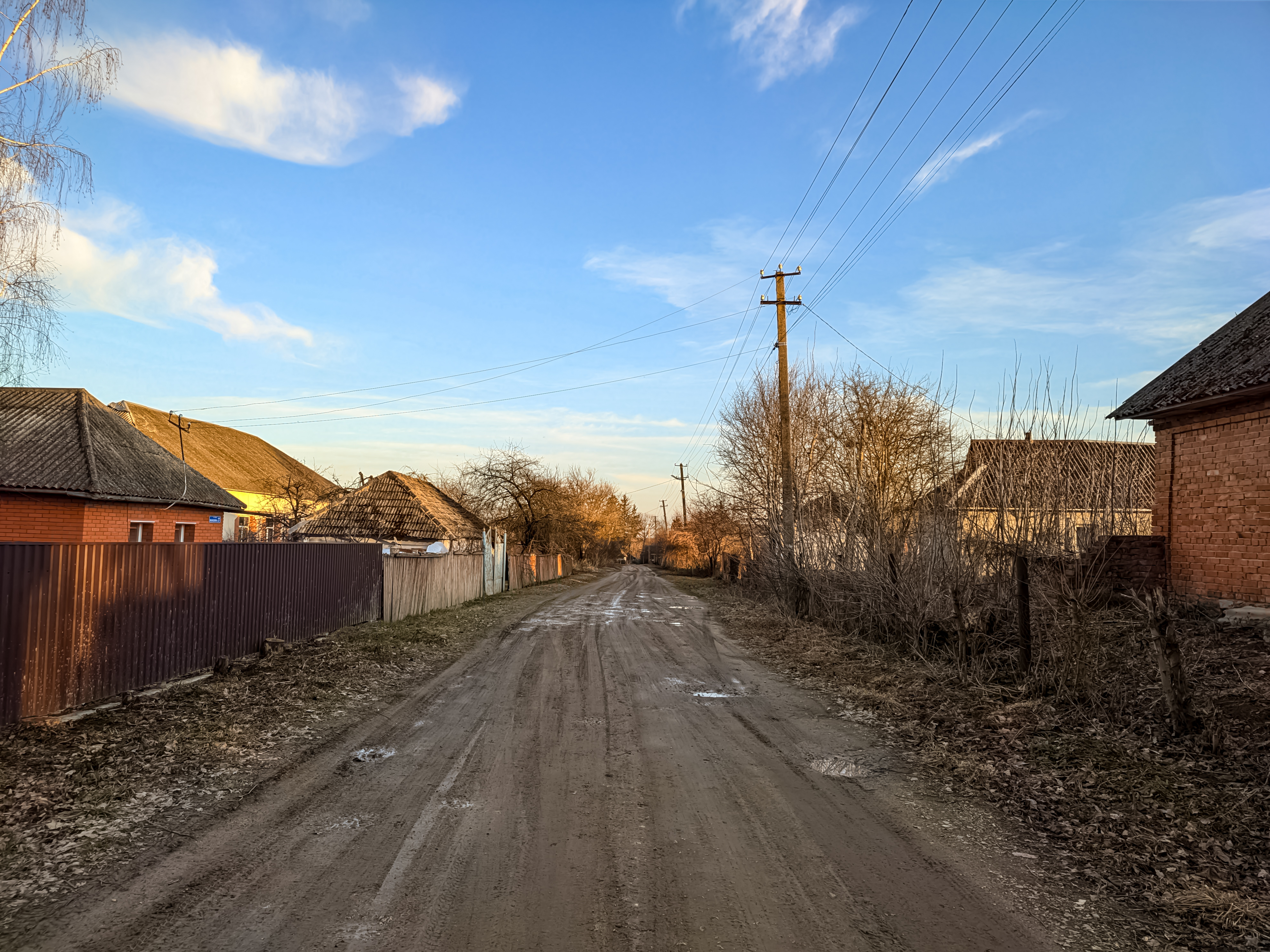
Вулиця Молодіжна
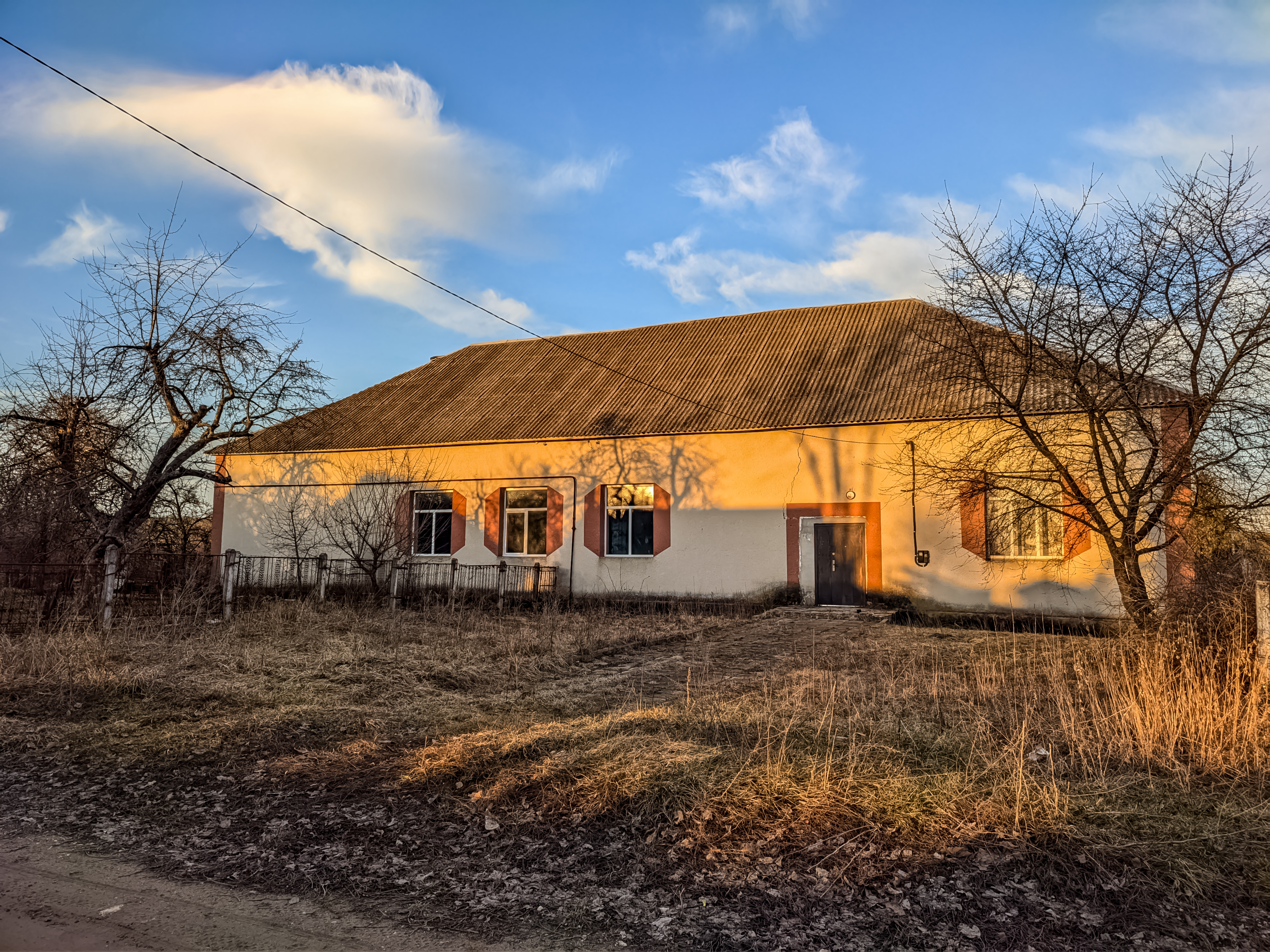
В центрі села
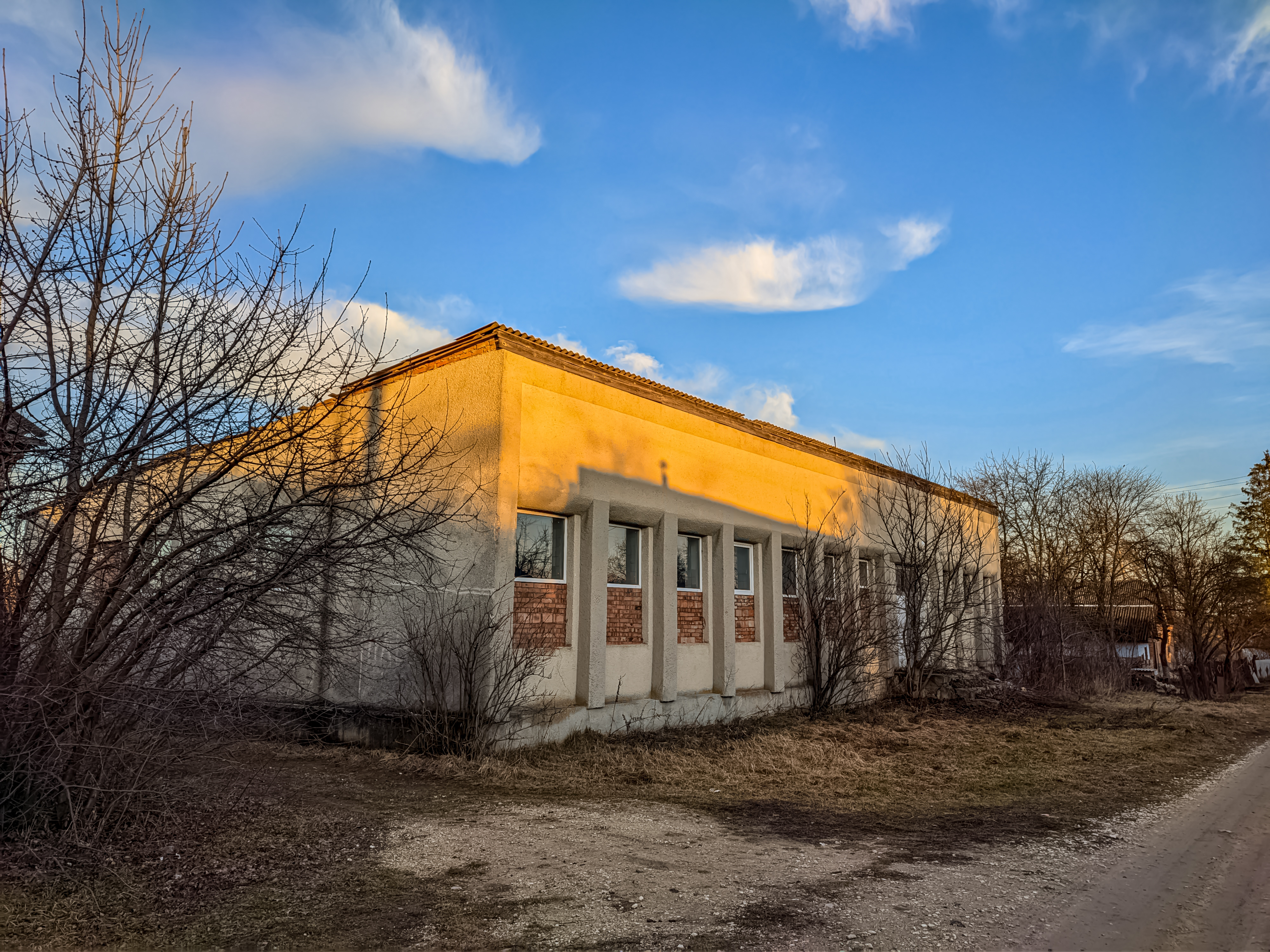
В центрі села
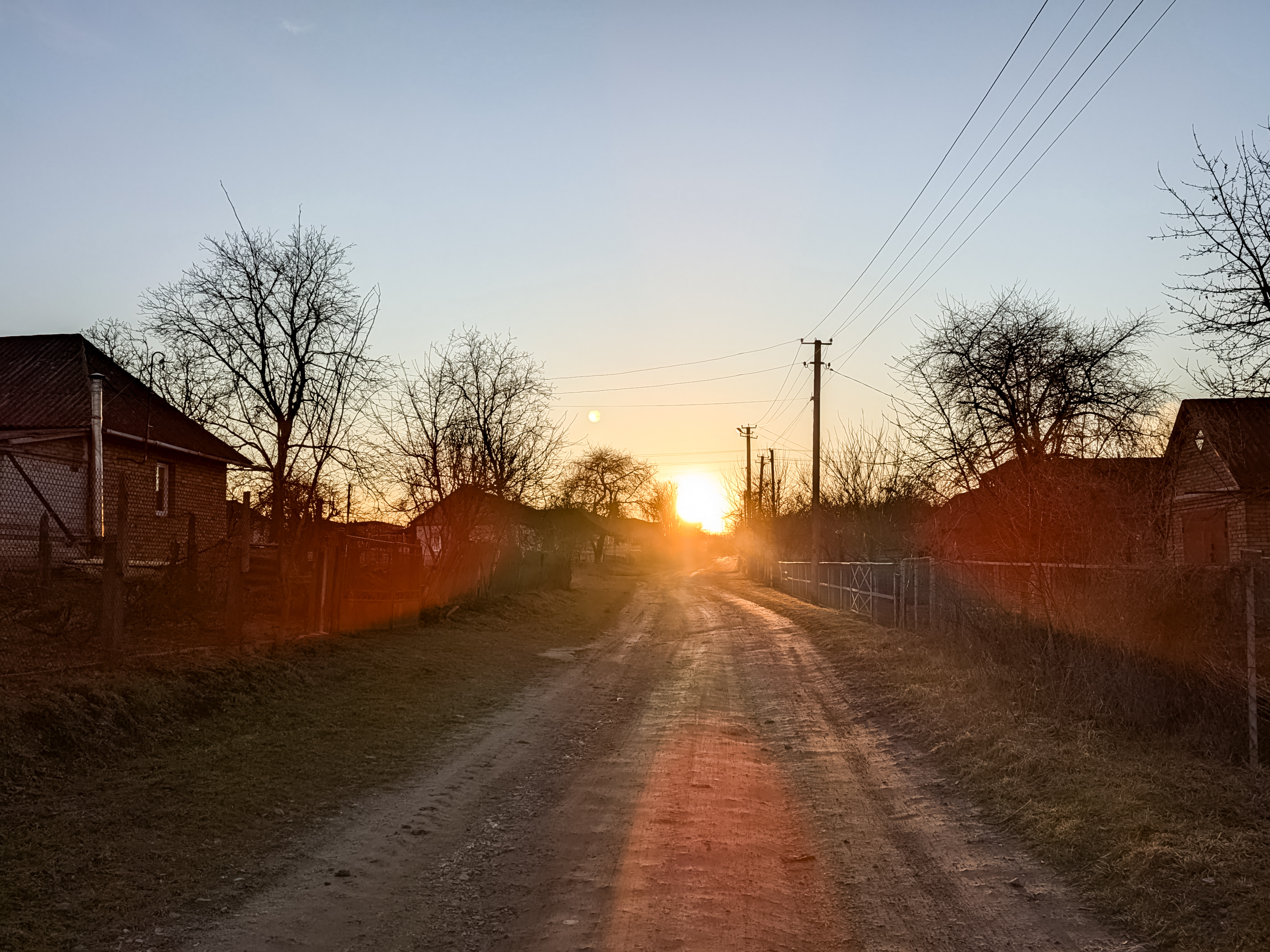
Вулиця Молодіжна
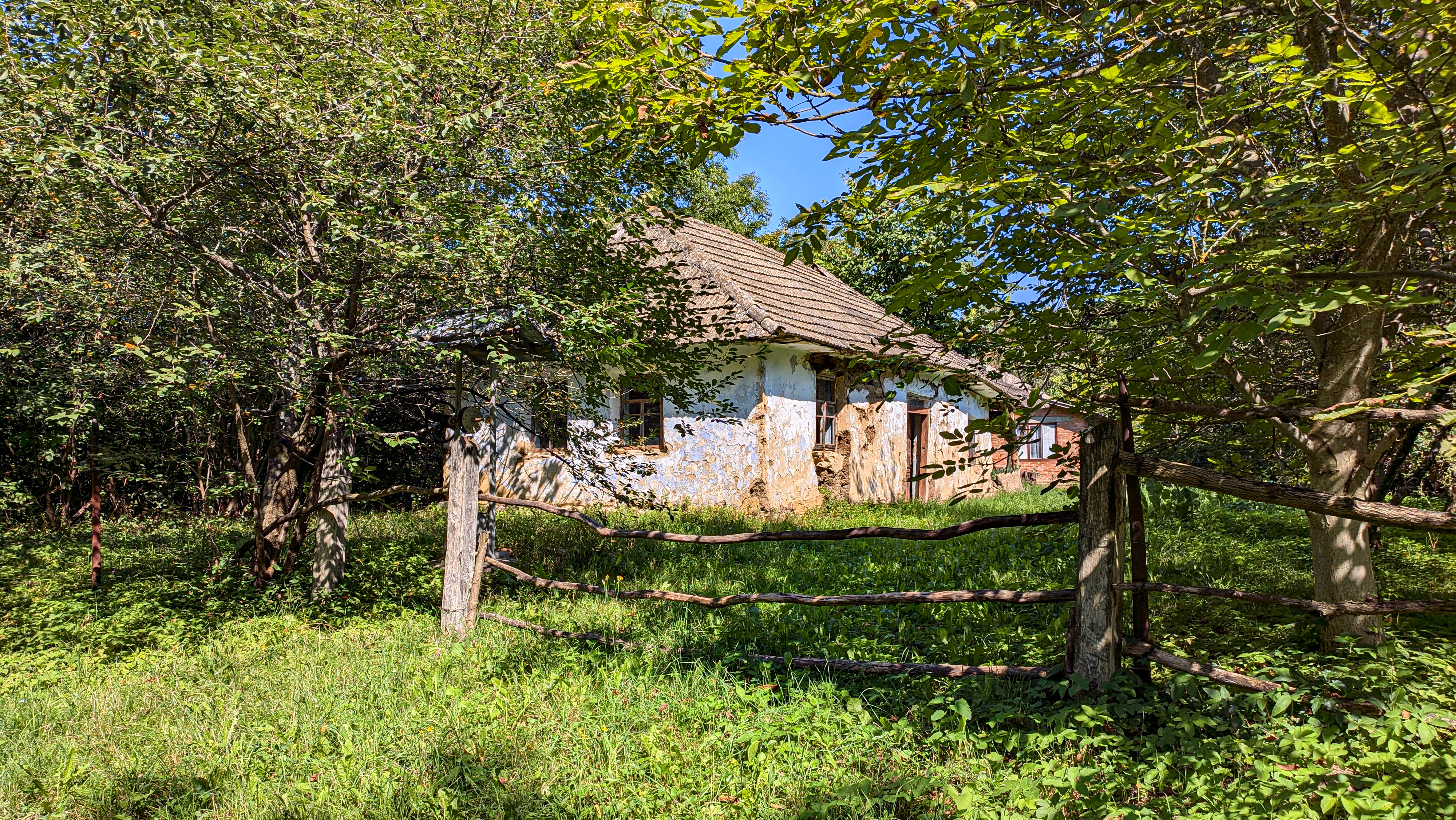
Покинутий будинок на хуторі посеред лісу поблизу с. Голохвасти
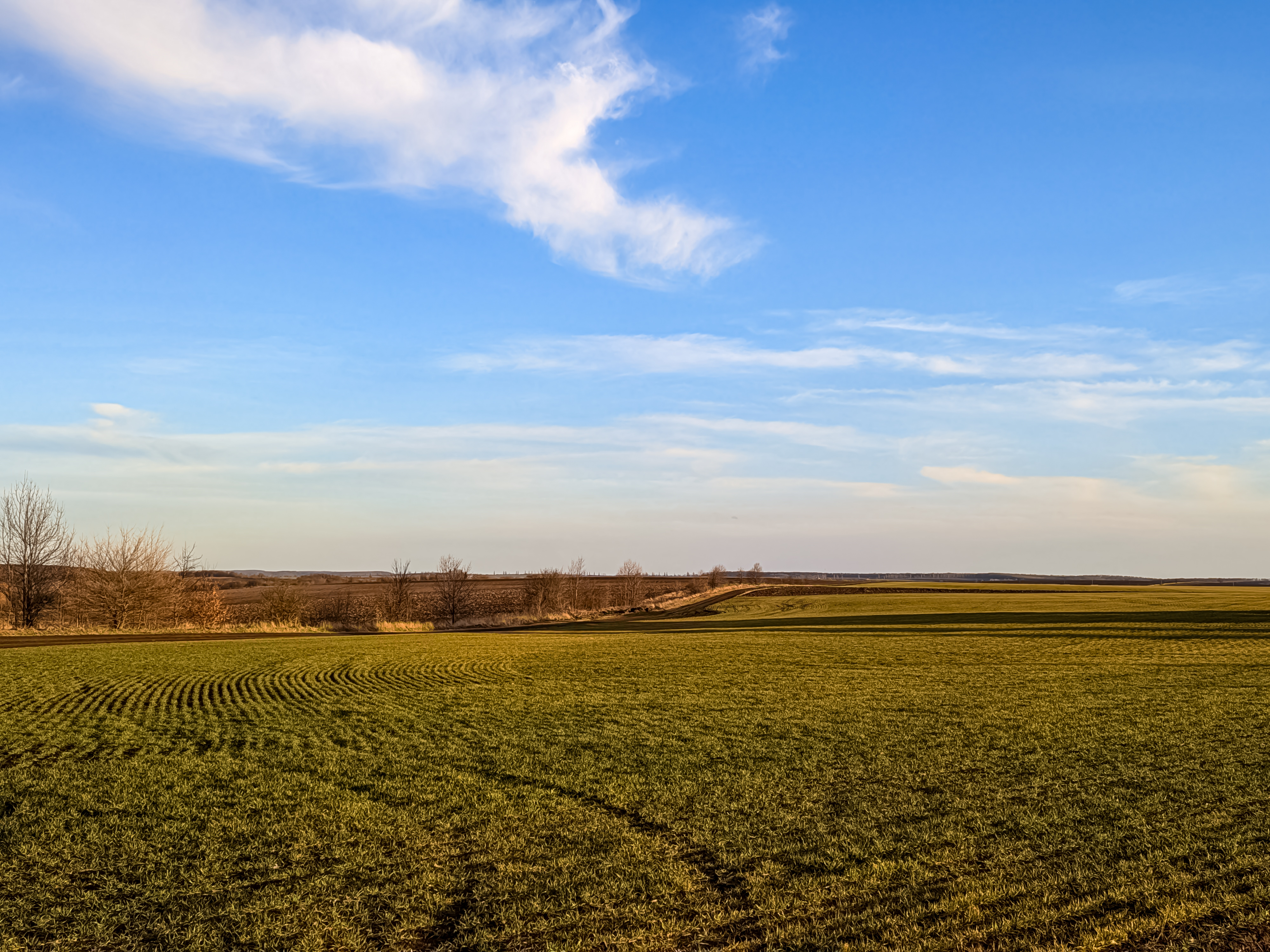
Поле поблизу села
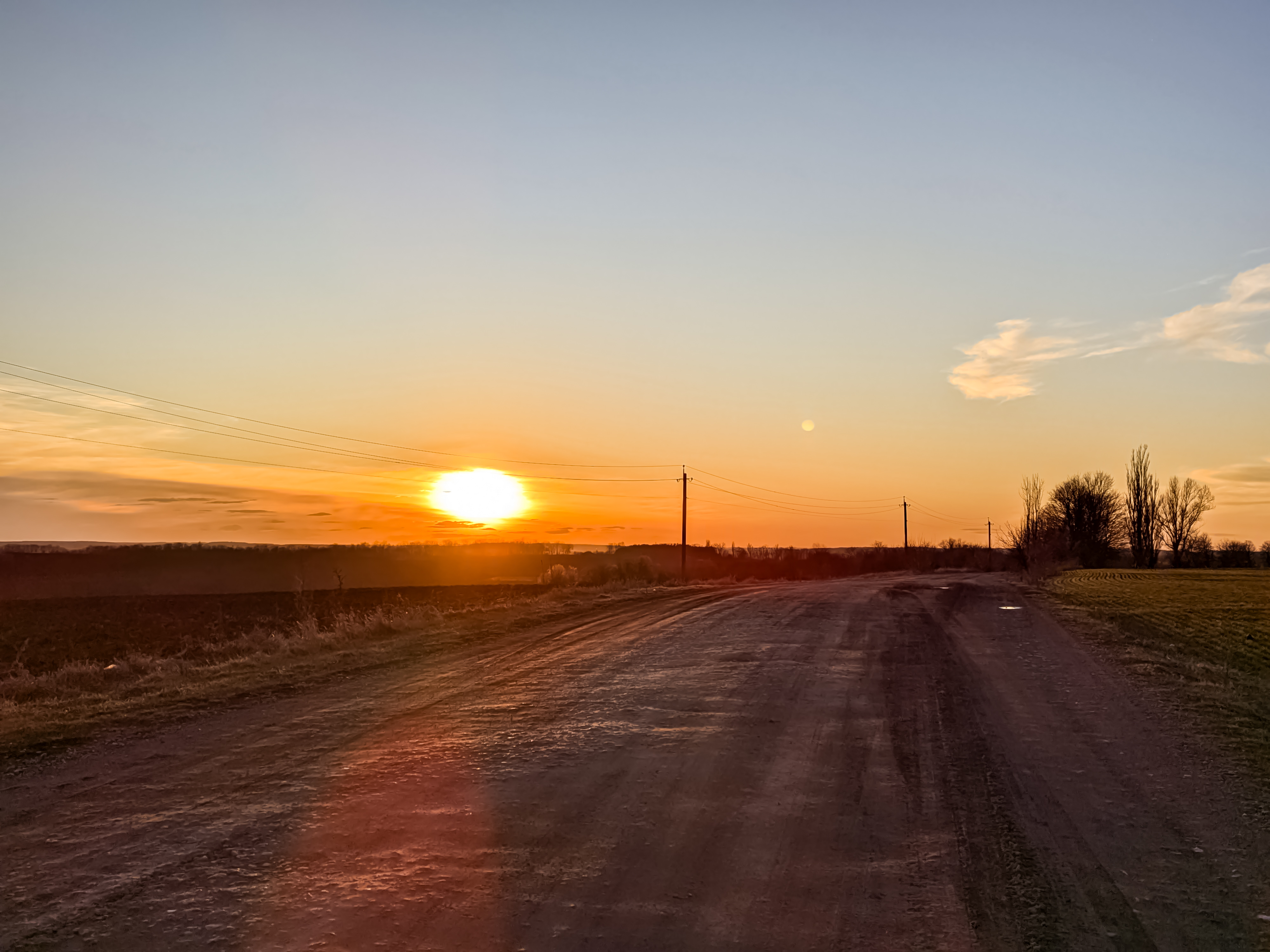
Околиці села

## Відомі люди
- Тараненко Любов Калинівна — вчений селекціонер-генетик, педагог, меценат, доктор біологічних наук, професор.